# Komplementowanie
Komplementowanie – zadaniem tej metody jest wydobywanie, wzmacnianie oraz rozszerzenie zdolności współpracy osoby korzystające z systemu wsparcia z profesjonalistami. Polega na podkreślaniu i zwiększaniu poczucia własnej wartości przez wskazywanie jego mocnych stron, opisów zasobów jego i jego rodziny. 
Krasiejko opisuje katalog zasobów klientów, które należy uwidaczniać komplementowaniem:
- zasoby rodzinne lub najbliższego otoczenia
- umiejętności i wykonane prace, konkretne działania (nawet proste, ale w których wykonanie klient włożył wysiłek i prace)
- pasje, zainteresowania, hobby
- zmiany, starania o zmianę
- system wartości
- plany i marzenia, pozytywne wizje przyszłości[1]